# خلة المشتى
خلة المشتى هي موقع أثري من العصر الحجري الحديث لثقافة القرعون الواقعة في قضاء بنت جبيل في محافظة النبطية في لبنان. يقع الموقعان خلة المشتى الأول وخلة المشتى الثاني في الوديان المجاورة على المنحدرات المواجهة للجنوب بين المسار والطريق الرئيسي بين بنت جبيل وعين إبل. تم العثور عليها من قبل هنري فليش وتمت الإشارة إلى أنها تحتوي على كل من أدوات الصوان الثقيل من العصر الحجري الحديث والأتشوليني الموجودة الآن في مجموعة متحف ما قبل التاريخ اللبناني في جامعة القديس يوسف.